# Episodi di Da Vinci's Inquest (settima stagione)
La settima stagione della serie televisiva Da Vinci's Inquest è stata trasmessa in anteprima in Canada dalla CBC Television tra il 12 ottobre 2004 e il 23 gennaio 2005.
| nº | Titolo originale                       | Titolo italiano | Prima TV Canada  | Prima TV Italia |
| -- | -------------------------------------- | --------------- | ---------------- | --------------- |
| 1  | Not So Pretty Now                      | inedito         | 12 ottobre 2004  | inedito         |
| 2  | Wash the Blood Out of the Ring         | inedito         | 19 ottobre 2004  | inedito         |
| 3  | That Sounds Like What We Call a Mutiny | inedito         | 26 ottobre 2004  | inedito         |
| 4  | Mr. Ellis Himself Woulda Been Proud    | inedito         | 2 novembre 2004  | inedito         |
| 5  | That's Why They Call It a Conspiracy   | inedito         | 9 novembre 2004  | inedito         |
| 6  | You Promised Me a Celebrity            | inedito         | 16 novembre 2004 | inedito         |
| 7  | First the Seducing Then the Screwing   | inedito         | 23 novembre 2004 | inedito         |
| 8  | The Ol' Coco Bop                       | inedito         | 30 novembre 2004 | inedito         |
| 9  | Better Go Herd Your Ducks              | inedito         | 7 dicembre 2004  | inedito         |
| 10 | Ride a Crippled Horse                  | inedito         | 11 gennaio 2005  | inedito         |
| 11 | A Delicate Bloodbath                   | inedito         | 18 gennaio 2005  | inedito         |
| 12 | Before They Twist the Knife            | inedito         | 23 gennaio 2005  | inedito         |
| 13 | Must Be a Night for Fires              | inedito         | 23 gennaio 2005  | inedito         |